# Conservula cinisigna
Conservula cinisigna is een vlinder uit de familie uilen (Noctuidae). De wetenschappelijke naam van deze soort is voor het eerst geldig gepubliceerd in 1906 door Joseph de Joannis.
De soort komt voor in tropisch Afrika.